# Brian MacPhie
Brian MacPhie (San Jose, 11 mei 1972) is een voormalig professionele Amerikaanse tennisspeler die tussen 1993 en 2062 actief was in het internationale tenniscircuit. MacPhie was vooral in het dubbelspel succesvol met zeven toernooioverwinningen.
MacPhie speelde voor zijn profcarrière college-tennis op de University of Southern California.

## Palmares

### Dubbelspel
| Nr.                           | Datum            | Toernooi         | Ondergrond    | Partner          | Tegenstanders in finale              | Score                | Details |
| ----------------------------- | ---------------- | ---------------- | ------------- | ---------------- | ------------------------------------ | -------------------- | ------- |
| Gewonnen finales heren dubbel |                  |                  |               |                  |                                      |                      |         |
| 1.                            | 16 februari 1997 | ATP San José     | Hardcourt (i) | Gary Muller      | Mark Knowles Daniel Nestor           | 4-6, 7-6, 7-5        | Details |
| 2.                            | 5 maart 2000     | ATP Delray Beach | Hardcourt     | Nenad Zimonjić   | Joshua Eagle Andrew Florent          | 7-5, 6-4             | Details |
| 3.                            | 4 maart 2001     | ATP San José     | Hardcourt (i) | Mark Knowles     | Jan-Michael Gambill Jonathan Stark   | 6–3, 7–6(4)          | Details |
| 4.                            | 19 augustus 2001 | ATP Indianapolis | Hardcourt     | Mark Knowles     | Mahesh Bhupathi Sébastien Lareau     | 7–6(5), 5–7, 6–4     | Details |
| 5.                            | 24 februari 2002 | ATP Memphis      | Hardcourt     | Nenad Zimonjić   | Bob Bryan Mike Bryan                 | 6-3, 3-6, [10-4]     | Details |
| 6.                            | 7 maart 2004     | ATP Scottsdale   | tvrdý         | Rick Leach       | Jeff Coetzee Chris Haggard           | 6–3, 6–1             | Details |
| 7.                            | 31 juli 2005     | ATP Los Angeles  | Hardcourt     | Rick Leach       | Jonathan Erlich Andy Ram             | 6-3, 6-4             | Details |
| Verloren finales heren dubbel |                  |                  |               |                  |                                      |                      |         |
| 1.                            | 17 april 1994    | ATP Birmingham   | Gravel        | David Witt       | Richey Reneberg Christo van Rensburg | 6-2, 3-6, 2-6        | Details |
| 2.                            | 7 augustus 1994  | ATP Los Angeles  | Hardcourt     | Scott Davis      | John Fitzgerald Mark Woodforde       | 6-4, 2-6, 0-6        | Details |
| 3.                            | 30 juli 1995     | ATP Montréal     | Hardcourt     | Sandon Stolle    | Jevgeni Kafelnikov Andrej Olchovski  | 2-6, 2-6             | Details |
| 4.                            | 17 maart 1996    | ATP Indian Wells | Hardcourt     | Michael Tebbutt  | Todd Woodbridge Mark Woodforde       | 6-1, 2-6, 2-6        | Details |
| 5.                            | 18 april 1999    | ATP Tokio        | Hardcourt     | Wayne Black      | Jeff Tarango Daniel Vacek            | 3-4 opgave           | Details |
| 6.                            | 9 mei 1999       | ATP Delray Beach | Gravel        | Doug Flach       | Maks Mirni Nenad Zimonjić            | 6-7(3), 6-3, 3-6     | Details |
| 7.                            | 1 augustus 1999  | ATP Los Angeles  | Hardcourt     | Goran Ivanišević | Byron Black Wayne Ferreira           | 2-6, 6-7(4)          | Details |
| 8.                            | 23 juni 2002     | ATP Rosmalen     | Gras          | Paul Haarhuis    | Martin Damm Cyril Suk                | 6-7(6), 7-6(6), 4-6  | Details |
| 9.                            | 4 mei 2003       | ATP Valencia     | Gravel        | Nenad Zimonjić   | Lucas Arnold Ker Mariano Hood        | 1-6, 7-6(7), 4-6     | Details |
| 10.                           | 15 februari 2004 | ATP San José     | Hardcourt (i) | Rick Leach       | James Blake Mardy Fish               | 2-6, 5-7             | Details |
| 11.                           | 18 april 2004    | ATP Houston      | Gravel        | Rick Leach       | James Blake Mardy Fish               | 3-6, 4-6             | Details |
| 12.                           | 20 juni 2004     | ATP Nottingham   | Gras          | Rick Leach       | Paul Hanley Todd Woodbridge          | 4-6, 3-6             | Details |
| 13.                           | 3 oktober 2004   | ATP Shanghai     | Hardcourt     | Rick Leach       | Jared Palmer Pavel Vízner            | 6-4, 6-7(4), 6-7(11) | Details |

## Prestatietabel
| Legenda | Legenda                          |
| ------- | -------------------------------- |
| g.t.    | geen toernooi gehouden           |
| l.c.    | lagere categorie                 |
| –       | niet deelgenomen                 |
| G       | uitgeschakeld in de groepsfase   |
| 1R      | uitgeschakeld in de eerste ronde |
| 2R      | uitgeschakeld in de tweede ronde |
| 3R      | uitgeschakeld in de derde ronde  |
| 4R      | uitgeschakeld in de vierde ronde |
| KF      | uitgeschakeld in de kwartfinale  |
| HF      | uitgeschakeld in de halve finale |
| F       | de finale verloren               |
| W       | het toernooi gewonnen            |
| w-v     | winst/verlies-balans             |

### Prestatietabel grand slam, enkelspel
| Toernooi        | 1994 | 1995 | 1996 | 1997 | 1998 |
| --------------- | ---- | ---- | ---- | ---- | ---- |
| Australian Open | 1R   | 1R   | 2R   | –    | 1R   |
| Roland Garros   | –    | –    | –    | –    | –    |
| Wimbledon       | –    | –    | –    | –    | 2R   |
| US Open         | –    | –    | –    | –    | –    |

### Prestatietabel grand slam, dubbelspel
| Toernooi        | 1989 | 1992 | 1993 | 1994 | 1995 | 1996 | 1997 | 1998 | 1999 | 2000 | 2001 | 2002 | 2003 | 2004 | 2005 |
| --------------- | ---- | ---- | ---- | ---- | ---- | ---- | ---- | ---- | ---- | ---- | ---- | ---- | ---- | ---- | ---- |
| Australian Open | –    | –    | –    | 2R   | 2R   | 1R   | 1R   | KF   | 1R   | 1R   | 2R   | 2R   | 2R   | 1R   | 2R   |
| Roland Garros   | –    | –    | –    | 1R   | 3R   | 1R   | 1R   | 1R   | 1R   | 1R   | 3R   | 2R   | 2R   | 2R   | 1R   |
| Wimbledon       | –    | –    | –    | 1R   | 2R   | KF   | 2R   | KF   | 2R   | 2R   | 3R   | 3R   | 2R   | 3R   | 1R   |
| US Open         | 1R   | 1R   | KF   | 2R   | 1R   | 2R   | 2R   | 2R   | 3R   | 2R   | KF   | 3R   | 2R   | 1R   | –    |